# Benjamin Choquert
Benjamin Choquert (* 17. April 1986 in Nancy) ist ein französischer Duathlet. Er ist zweifacher und amtierender Duathlon-Weltmeister Kurzdistanz (2019, 2025) und zweifacher Europameister Duathlon (2020, 2021).

## Werdegang
Erste internationale Erfahrungen sammelte Benjamin Choquert bei den Crosslauf-Europameisterschaften 2005 in Tilburg, bei denen er nach 19:37 min den 59. Platz im U20-Rennen belegte. 2008 siegte er in 1:08:40 h beim Lausanne-Halbmarathon und 2013 siegte er in 1:08:49 h beim Halbmarathon in Dombasle.
Benjamin Choquert wurde 2015 französischer Meister im 5000-Meter-Lauf.
Im September desselben Jahres wurde er französischer Meister Duathlon und konnte sich diesen Titel 2016 und 2018 erneut sichern. Bei den Crosslauf-Europameisterschaften 2017 in Šamorín gelangte er mit 31:07 min auf Rang 34 und im Jahr darauf belegte er bei den Halbmarathon-Weltmeisterschaften 2018 in Valencia nach 1:02:46 h den 40. Rang.
Im April 2019 wurde der damals 33-Jährige in Spanien Duathlon-Weltmeister auf der Kurzdistanz und im Juni Europameister auf der Duathlon-Sprintdistanz.
2019 siegte er in 1:04:03 h beim Nancy-Halbmarathon und bei den Halbmarathon-Weltmeisterschaften 2020 in Gdynia gelangte er mit 1:01:32 h auf Rang 32.
Im März 2020 wurde er in Spanien Duathlon-Europameister und im Juli 2021 konnte er diesen Erfolg wiederholen.
In Rumänien wurde der 36-Jährige im Juni 2022 Vizeweltmeister Duathlon. Ende des Monats startete er auch im Halbmarathon bei den Mittelmeerspielen in Oran und gewann dort in 1:04:19 h die Silbermedaille hinter dem Marokkaner Mouhcine Outalha. Im August 2024 wurde der Franzose erneut Vizeweltmeister Duathlon.
2025 wurde der 39-Jährige im Juni in Spanien zum zweiten Mal nach 2019 Duathlon-Weltmeister.

## Sportliche Erfolge
| Datum/Jahr    | Rang | Wettbewerb                                                 | Austragungsort  | Zeit     | Bemerkung                                                               |
| ------------- | ---- | ---------------------------------------------------------- | --------------- | -------- | ----------------------------------------------------------------------- |
| 21. Juni 2025 | 1    | ITU Duathlon World Championships                           | Pontevedra      | 01:14:37 |                                                                         |
| 26. Apr. 2025 | 3    | ETU Sprint Duathlon European Championships                 | Rumia-Pomorskie |          | Europameisterschaft Sprint-Duathlon                                     |
| 16. Aug. 2024 | 2    | ITU Duathlon World Championships                           | Townsville      | 00:52:26 |                                                                         |
| 15. Juni 2024 | 3    | ETU Sprint Duathlon European Championships                 | Coimbra         |          | Europameisterschaft Sprint-Duathlon                                     |
| 29. Apr. 2023 | 2    | ITU Duathlon World Championships                           | Ibiza           | 00:57:55 | 5 km Laufen, 20 km Radfahren und 2,5 km Laufen                          |
| 18. März 2023 | 1    | ETU Sprint Duathlon European Championships                 | Caorle          | 00:48:21 | Europameister Sprint-Duathlon                                           |
| 10. Juni 2022 | 2    | ITU Duathlon World Championships                           | Târgu Mureș     | 01:40:51 | Vizeweltmeister                                                         |
| 3. Juli 2021  | 1    | ETU Duathlon European Championships                        | Târgu Mureș     | 00:51:28 | Europameister Duathlon                                                  |
| 7. März 2020  | 1    | ETU Duathlon European Championships                        | Punta Umbría    | 00:52:12 | Europameister Duathlon (5 km Laufen, 20 km Radfahren und 2,5 km Laufen) |
| 30. Juni 2019 | 1    | ETU Duathlon European Championships                        | Târgu Mureș     | 00:55:42 | Europameister Sprint-Duathlon                                           |
| 27. Apr. 2019 | 1    | ITU Duathlon World Championships                           | Pontevedra      | 01:45:56 |                                                                         |
| 14. Apr. 2019 | 3    | FRA Duathlon National Championships                        | Noyon           | 00:50:07 | Duathlon-Staatsmeisterschaft                                            |
| 20. Okt. 2018 | 2    | ETU Duathlon European Championships                        | Ibiza           | 01:48:46 | Vizeeuropameister Duathlon                                              |
| 6. Juli 2018  | 6    | ITU Duathlon World Championships                           | Fyn             | 01:39:50 |                                                                         |
| 15. Apr. 2018 | 1    | FRA Duathlon National Championships                        | Bondoufle       | 00:52:41 | Duathlon-Staatsmeister                                                  |
| 21. Mai 2017  | 3    | ETU Powerman Long Distance Duathlon European Championships | Sankt Wendel    |          | Duathlon-Europameisterschaft Langdistanz; hinter Felix Köhler           |
| 8. Mai 2016   | 1    | FRA Duathlon National Championships                        | Gravelines      | 01:19:26 | Duathlon-Staatsmeister                                                  |
| 13. Sep. 2015 | 1    | FRA Duathlon National Championships                        | Gray            | 01:21:03 | Duathlon-Staatsmeister                                                  |
| 22. Sep. 2012 | 24   | ITU Duathlon World Championships                           | Nancy           | 01:43:35 |                                                                         |

## Persönliche Bestleistungen
- 5000 Meter: 13:53,49 min, 27. Mai 2017 in Oordegem
- 10.000 Meter: 28:21,38 min, 29. August 2020 in Pacé
- Halbmarathon: 1:01:32 h, 17. Oktober 2020 in Gdynia
- Marathon: 2:09:29 h, 20. Februar 2022 in Sevilla